# Josef Gerg
Josef Gerg es un deportista alemán que compitió para la RFA en bobsleigh. Ganó una medalla de bronce en el Campeonato Europeo de Bobsleigh de 1967, en la prueba cuádruple.

## Palmarés internacional
| Campeonato Europeo | Campeonato Europeo | Campeonato Europeo | Campeonato Europeo |
| Año                | Lugar              | Medalla            | Prueba             |
| ------------------ | ------------------ | ------------------ | ------------------ |
| 1967               | Igls (Austria)     | Medalla de bronce  | Cuádruple          |